# 春名寿章
春名 寿章（はるな ひさあき、1907年 - 1960年）は、日本の牧師。日本基督改革派教会の創立メンバーの一人で、改革派教会内でのウェストミンスター小教理問答に最初に取り組んだ専門家であった。春名純人の父である。

## 生涯
幼稚園時代から中央神学校時代までサムエル・フルトンの薫陶を受ける。留学し、ジョン・グレッサム・メイチェンに師事する。1931年、神戸市の日本基督教会・板宿教会の牧師に赴任する。戦争中は、宮城遥拝に抵抗する。1949年、岡田稔、常葉隆興、松尾武らと共に、日本基督改革派教会を設立する。設立時の教会は8教会。
神戸改革派神学校でウェストミンスター小教理問答を教える。40代で、フルトンの母校である米国のコロンビア神学校に留学する。改革派の機関紙「聖書研究の友」にウェストミンスター小教理問答講解を連載する。それらをまとめた本が、死後1977年に息子たちの校正を経て出版される。晩年病で淀川キリスト教病院に入院、1960年死去する。死後、板宿教会は松田一男が牧師をする。

## 著書
- 「ウェストミンスター小教理問答講解」（上）（下）、聖恵授産所出版部、1977年